# Zambrów (gmina)
Zambrów est une gmina rurale du powiat de Zambrów, Podlachie, dans le nord-est de la Pologne. Son siège est la ville de Zambrów, bien qu'elle ne fasse pas partie du territoire de la gmina.
La gmina couvre une superficie de 298,98 km2 pour une population de 8 725 habitants.

## Géographie
La gmina inclut les villages de Bacze Mokre, Boruty-Goski, Brajczewo-Sierzputy, Chmiele-Pogorzele, Chorzele, Cieciorki, Czartosy, Czerwony Bór, Dąbki-Łętownica, Długobórz Drugi, Długobórz Pierwszy, Gardlin, Goski Duże, Goski-Pełki, Grabówka, Grochy-Łętownica, Grochy-Pogorzele, Grzymały, Klimasze, Konopki-Jabłoń, Konopki-Jałbrzyków Stok, Koziki-Jałbrzyków Stok, Krajewo Białe, Krajewo-Borowe, Krajewo-Ćwikły, Krajewo-Korytki, Krajewo-Łętowo, Łady Polne, Łady-Borowe, Łosie-Dołęgi, Nagórki-Jabłoń, Nowe Wierzbowo, Nowe Zakrzewo, Nowy Borek, Nowy Laskowiec, Nowy Skarżyn, Osowiec, Pęsy-Lipno, Polki-Teklin, Poryte-Jabłoń, Przeździecko-Drogoszewo, Przeździecko-Mroczki, Pstrągi-Gniewoty, Rykacze, Sasiny, Sędziwuje, Śledzie, Stare Krajewo, Stare Wądołki, Stare Zakrzewo, Stary Laskowiec, Stary Skarżyn, Szeligi-Kolonia, Szeligi-Leśnica, Tabędz, Tarnowo-Goski, Wądołki-Borowe, Wądołki-Bućki, Wdziękoń Drugi, Wdziękoń Pierwszy, Wierzbowo-Wieś, Wiśniewo, Wola Zambrowska, Wola Zambrzycka, Zagroby-Łętownica, Zagroby-Zakrzewo, Zaręby-Grzymały, Zaręby-Kramki, Zaręby-Kromki, Zaręby-Krztęki, Zaręby-Świeżki et Zbrzeźnica.
La gmina borde la ville de Zambrów et les gminy de Andrzejewo, Czyżew-Osada, Kołaki Kościelne, Łomża, Rutki, Śniadowo, Szumowo et Wysokie Mazowieckie.